# Pawieł Podkolzin
Pawieł Podkolzin (ros. Павел Николаевич Подкользин; ur. 15 stycznia 1985 roku w Nowosybirsku) – rosyjski koszykarz, występujący na pozycji środkowego.

## Kariera
W sezonie 2001/02 zadebiutował w drugoligowym Lokomotiwie Nowosibirsk. W grudniu 2001 roku podpisał kontrakt z włoskim Metisem Varese, gdzie grał do 2004 roku. W drafcie NBA w 2004 roku został wybrany przez Utah Jazz, ale został oddany do Dallas Mavericks. 5 sierpnia 2006 roku został zwolniony. W barwach Mavericks zagrał tylko sześć razy przez dwa sezony.

## Osiągnięcia
Stan na 11 września 2018, na podstawie, o ile nie zaznaczono inaczej.
Drużynowe
- Brąz mistrzostw Rosji (2007)
- Mistrz Superligi rosyjskiej (2015 - II klasa rozgrywkowa)
- Zdobywca pucharu Rosji (2015)
- Finalista pucharu Rosji (2017)

Indywidualne
(* – nagrody przyznane przez eurobasket.com)
- Najlepszy środkowy I ligi rosyjskiej (2012)*
- Zaliczony do II składu Superligi (2016)*

Reprezentacja
- Wicemistrz Europy U–16 (2001)